# نوريو ياماناكا
نوريو ياماناكا (باليابانية: 山中典士؛ بالكانا: やまなか のりお) هو كاتب ياباني، ولد في 1928 في شيغا في اليابان.